# Atalanta Bergamasca Calcio 2001-2002
Questa voce raccoglie le informazioni riguardanti l'Atalanta Bergamasca Calcio nelle competizioni ufficiali della stagione 2001-2002.

## Stagione

Il centrocampista Cristiano Doni, trascinatore stagionale dei bergamaschi grazie a 16 reti che gli hanno valso la convocazione per il.

La vigilia del 52º campionato in Serie A è carica di aspettative per l'Atalanta, reduce dagli ottimi risultati della stagione precedente. Il ritiro si svolge in due parti: a Sarre dal 15 al 29 luglio, a San Pellegrino Terme dal 1º al 5 agosto. Nel calciomercato i nerazzurri sono giocoforza protagonisti: dalla cessione dei giocatori più promettenti è ricavato il denaro per effettuare nuovi investimenti atti ad alzare il valore tecnico della rosa.
Nonostante le ambiziose premesse, l'inizio di campionato è da dimenticare. Sconfitta all'esordio a Bologna, l'Atalanta perde anche le successive due partite contro Juventus e Fiorentina mettendo a segno appena una rete. Lo stallo in classifica si sblocca alla quarta giornata, quando il gol di Doni regala il primo successo ai danni del Verona. Il week-end successivo è in cartello il derby contro il Brescia. Al Rigamonti i nerazzurri conducono 3-1, pregustando la prima affermazione esterna, ma la tripletta di Baggio fissa il risultato sul 3-3: l'allenatore delle rondinelle Mazzone, ingiuriato più volte dai tifosi atalantini, è protagonista di una celebre corsa sotto il settore ospiti che gli costerà una lunga squalifica. Slittata a dicembre la sesta giornata, l'Atalanta riparte dall'Olimpico dove viene battuta 2-0 dalla Lazio: è il preludio alla debacle interna con l'Udinese, un 1-5 che rappresenta il punto più basso della stagione nerazzurra. Da lì in poi comincia la risalita: a Lecce arriva la prima vittoria in trasferta del campionato, seguita da due partite interne in cui gli orobici fermano sul pareggio la Roma campione d'Italia e superano di misura il fanalino di coda Venezia. Alla 12ª l'Atalanta riesce a mettere insieme due successi di fila imponendosi a Piacenza, per poi cadere in casa con l'Inter di Héctor Cúper. Il mese di dicembre si rivela positivo per i nerazzurri che in casa battono nettamente il Parma e pareggiano contro il Milan nel recupero della sesta giornata, riportando anche un successo esterno sul campo del Torino. Dopo aver perso a Perugia, l'Atalanta chiude il girone di andata perdendo in casa contro il Chievo.
Al giro di boa l'Atalanta parte con il freno a mano tirato. Dopo essersi fatta raggiungere sul 2-2 in casa dal Bologna, i nerazzurri cadono pesantemente sui campi di Juventus e Verona: in mezzo alle due trasferte l'importante vittoria nello scontro salvezza contro la Fiorentina. Dopo il doppio 0-0 nel derby con il Brescia e nella trasferta di San Siro contro il Milan e il ko interno con la Lazio, l'Atalanta raccoglie due preziose vittorie contro Udinese e Lecce per allontanarsi dalla zona retrocessione. Sconfitti 3-1 dalla Roma, i nerazzurri raccolgono un punto contro il Piacenza e superano a fatica il già retrocesso Venezia. La vittoria più importante del campionato arriva alla 30ª giornata, quando i ragazzi di Vavassori espugnano il campo della capolista Inter e mettono la firma sulla permanenza in Serie A. L'Atalanta chiude il campionato in nona posizione, qualificandosi in Intertoto: i nerazzurri decidono tuttavia di rinunciare alla partecipazione al torneo, cedendo il posto al Torino undicesimo (il Parma, decimo, si è qualificato in Coppa UEFA vincendo la Coppa Italia).
L'Atalanta partecipa alla Coppa Italia come testa di serie, entrando in scena agli ottavi di finale. I nerazzurri rimediano un doppio pareggio contro il Bologna, superando il turno grazie alle reti messe a segno al Dall'Ara. Ai quarti il tabellone mette l'Atalanta di fronte alla Juventus: i bianconeri si impongono 4-2 al Delle Alpi, rendendo vana la vittoria 2-1 dei bergamaschi nel match di ritorno.

## Divise e sponsor
Lo sponsor tecnico per la stagione 2001-2002 è Asics, mentre lo sponsor ufficiale è Ortobell.
La prima maglia è a strisce verticali nere e azzurre, calzoncini e calzettoni neri. La seconda maglia è bianca con inserti azzurri, calzoncini e calzettoni bianchi.

## Organigramma societario
Area direttiva
- Presidente: Ivan Ruggeri
- Vice presidenti: Bruno Ruggeri, Giambattista Begnini
- Direttore generale: Giuseppe Marotta

Area organizzativa
- Segretario generale: Roberto Zanzi
- Team manager: Luca Befani

Area tecnica
- Direttore sportivo: Emiliano Mascetti
- Collaboratori tecnici: Gabriele Messina
- Allenatore: Giovanni Vavassori
- Vice allenatore: Alessandro Tirloni
- Preparatori atletico: Marco Rota
- Preparatore dei portieri: Nello Malizia

Area sanitaria
- Sovr. sanitario: Amedeo Amadeo
- Responsabile sanitario: Bruno Sgherzi
- Medico sociale: Valter Polini
- Massaggiatori: Gianmario Gerenzani, Maurizio Carminati e Giancarlo Colombo

## Rosa
| N. |                            | Ruolo | Calciatore        |
| -- | -------------------------- | ----- | ----------------- |
| 1  | Italia (bandiera)          | P     | Massimo Taibi     |
| 2  | Italia (bandiera)          | D     | Fabio Rustico     |
| 3  | Italia (bandiera)          | D     | Gianpaolo Bellini |
| 4  | Italia (bandiera)          | D     | Massimo Paganin   |
| 5  | Italia (bandiera)          | C     | Alex Pinardi      |
| 6  | Francia (bandiera)         | C     | Ousmane Dabo      |
| 7  | Italia (bandiera)          | C     | Daniele Berretta  |
| 8  | Italia (bandiera)          | C     | Luciano Zauri     |
| 9  | Italia (bandiera)          | A     | Fausto Rossini    |
| 10 | Italia (bandiera)          | A     | Luca Saudati      |
| 11 | Italia (bandiera)          | A     | Gianni Comandini  |
| 12 | Italia (bandiera)          | P     | Davide Pinato     |
| 13 | Brasile (bandiera)         | A     | Piá               |
| 15 | Italia (bandiera)          | C     | Luca Cavalli      |
| 16 | Rep. Dominicana (bandiera) | C     | Vinicio Espinal   |

| N. |                    | Ruolo | Calciatore          |
| -- | ------------------ | ----- | ------------------- |
| 17 | Italia (bandiera)  | C     | Pierluigi Orlandini |
| 19 | Italia (bandiera)  | D     | Damiano Zenoni      |
| 20 | Italia (bandiera)  | D     | Massimo Carrera     |
| 21 | Italia (bandiera)  | A     | Corrado Colombo     |
| 22 | Italia (bandiera)  | P     | Alex Calderoni      |
| 23 | Italia (bandiera)  | C     | Alessandro Rinaldi  |
| 24 | Brasile (bandiera) | D     | Fabiano             |
| 25 | Italia (bandiera)  | C     | Federico Pettinà    |
| 26 | Italia (bandiera)  | D     | Luigi Sala          |
| 27 | Italia (bandiera)  | C     | Cristiano Doni      |
| 29 | Italia (bandiera)  | C     | Yuri Breviario      |
| 31 | Italia (bandiera)  | D     | Paolo Foglio        |
| 32 | Italia (bandiera)  | D     | Cesare Natali       |
| 33 | Italia (bandiera)  | D     | Gianluca Falsini    |
| 39 | Italia (bandiera)  | A     | Rolando Bianchi     |

## Calciomercato

### Sessione estiva
Nella finestra estiva di calciomercato lasciano Bergamo diversi pezzi pregiati dell'organico nerazzurro. Ivan Pelizzoli passa alla Roma, Massimo Donati e Cristian Zenoni al Milan, Fabio Gallo alla Ternana. Partono in prestito Ljubiša Dunđerski al Como e Paolo Foglio al Chievo, ai clivensi neopromossi in Serie A è ceduto anche Stefano Lorenzi in compartecipazione. Le importanti cessioni operate consentono di compiere importanti investimenti per rinforzare l'organico. Come nuovo portiere viene scelto l'eclettico Massimo Taibi, il quale non ha rinnovato con la Reggina, affiancato dal giovane Alex Calderoni. In difesa arrivano Luigi Sala dal Milan e, come contropartita nell'affare Pelizzoli, Alessandro Rinaldi. A centrocampo si decide di puntare sul promettente francese Ousmane Dabo, oltre al ritorno di Pierluigi Orlandini. Il nome clou del mercato orobico è quello di Gianni Comandini, attaccante del Milan pagato 30 miliardi che diventa l'acquisto più caro nella storia dell'Atalanta. Sempre dai rossoneri, con i quali sono state chiuse diverse operazioni, proviene un'altra punta, vale a dire Luca Saudati. Non rinnovano il contratto Sebastiano Siviglia, Maurizio Ganz e Marco Nappi. Domenico Morfeo e Nicola Ventola terminano il periodo di prestito e fanno ritorno alle rispettive basi.
| Acquisti | Acquisti            | Acquisti  | Acquisti                    |
| R.       | Nome                | da        | Modalità                    |
| -------- | ------------------- | --------- | --------------------------- |
| P        | Alex Calderoni      | Monza     | definitivo                  |
| P        | Massimo Taibi       | Reggina   | definitivo (10 mld £)       |
| D        | Fabiano             | Vitória   | definitivo                  |
| D        | Paolo Foglio        | Venezia   | riscatto compartecipazione  |
| D        | Cesare Natali       | Monza     | fine prestito               |
| D        | Alessandro Rinaldi  | Roma      | definitivo                  |
| D        | Luigi Sala          | Milan     | definitivo (6 mld £)        |
| D        | Danilo Zini         | Pistoiese | fine prestito               |
| C        | Ousmane Dabo        | Parma     | compartecipazione (8 mld £) |
| C        | Pierluigi Orlandini | Milan     | prestito                    |
| A        | Corrado Colombo     | Inter     | riscatto compartecipazione  |
| A        | Gianni Comandini    | Milan     | definitivo (30 mld £)       |
| A        | Luca Saudati        | Milan     | definitivo                  |

| Cessioni | Cessioni                | Cessioni    | Cessioni              |
| R.       | Nome                    | a           | Modalità              |
| -------- | ----------------------- | ----------- | --------------------- |
| P        | Walter Bressan          | Spezia      | definitivo            |
| P        | Nicholas Caglioni       | Fanfulla    | fine prestito         |
| P        | Matteo Gritti           | Oggiono     | definitivo            |
| P        | Ivan Pelizzoli          | Roma        | definitivo (27 mld £) |
| D        | Paolo Foglio            | Chievo      | compartecipazione     |
| D        | Stefano Lorenzi         | Chievo      | prestito              |
| D        | Adrian Madaschi         | Monza       | prestito              |
| D        | Mauro Minelli           | Lumezzane   | prestito              |
| D        | Pierre Giorgio Regonesi | AlbinoLeffe | definitivo            |
| D        | Sebastiano Siviglia     |             | svincolato            |
| C        | Massimo Donati          | Milan       | definitivo            |
| C        | Ljubiša Dunđerski       | Como        | prestito              |
| C        | José Espinal            | AlzanoCene  | definitivo            |
| C        | Vinicio Espinal         | AlzanoCene  | prestito              |
| C        | Fabio Gallo             | Ternana     | definitivo            |
| C        | Domenico Morfeo         | Fiorentina  | fine prestito         |
| C        | Cristian Zenoni         | Milan       | definitivo            |
| A        | Maurizio Ganz           | -           | svincolato            |
| A        | Marco Nappi             | -           | svincolato            |
| A        | Nicola Ventola          | Inter       | fine prestito         |

### Sessione invernale
Viene interrotto il prestito di Paolo Foglio al Chievo, in cambio è ceduto ai veneti con la stessa formula Alessandro Rinaldi. Dal Parma arriva Gianluca Falsini.
| Acquisti | Acquisti         | Acquisti | Acquisti      |
| R.       | Nome             | da       | Modalit       |
| -------- | ---------------- | -------- | ------------- |
| D        | Gianluca Falsini | Parma    | prestito      |
| D        | Paolo Foglio     | Chievo   | fine prestito |

| Cessioni | Cessioni           | Cessioni | Cessioni |
| R.       | Nome               | a        | Modalità |
| -------- | ------------------ | -------- | -------- |
| D        | Alessandro Rinaldi | Chievo   | prestito |
| C        | Federico Pettinà   | Pavia    | prestito |

## Risultati

### Serie A

#### Girone di andata
| Arbitro: | Rosetti (Torino) |

|             |           |  |
| Signori 19’ | Marcatori |  |

| Arbitro: | Borriello (Mantova) |

|  |           |                            |
|  | Marcatori | 8’ Del Piero 83’ Trézéguet |

| Arbitro: | Pieri (Lucca) |

|                               |           |            |
| Nuno Gomes 2’ Chiesa 12’, 81’ | Marcatori | 3’ Rinaldi |

| Arbitro: | Paparesta (Bari) |

|          |           |  |
| Doni 27’ | Marcatori |  |

| Arbitro: | Collina (Viareggio) |

|                        |           |                                 |
| Baggio 25’, 75’, 90+2’ | Marcatori | 28’ Sala 30’ Doni 45’ Comandini |

| Arbitro: | Trentalange (Torino) |

|          |           |              |
| Sala 32’ | Marcatori | 57’ Ševčenko |

| Arbitro: | Bertini (Arezzo) |

|                     |           |  |
| López 42’ Couto 71’ | Marcatori |  |

| Arbitro: | Trefoloni (Siena) |

|          |           |                                                      |
| Doni 57’ | Marcatori | 5’, 62’ Jørgensen 76’ Iaquinta 81’, 86’ (rig.) Muzzi |

| Arbitro: | Bertini (Arezzo) |

|  |           |                     |
|  | Marcatori | 4’ Rossini 82’ Doni |

| Arbitro: | Borriello (Mantova) |

|                 |           |              |
| Doni 75’ (rig.) | Marcatori | 54’ Assunção |

| Arbitro: | Palmieri (Cosenza) |

|             |           |  |
| Rossini 30’ | Marcatori |  |

| Arbitro: | Trentalange (Torino) |

|                  |           |               |
| Hübner 8’ (rig.) | Marcatori | 59’, 82’ Doni |

| Arbitro: | Braschi (Prato) |

|                      |           |                                               |
| Doni 16’, 22’ (rig.) | Marcatori | 9’ Di Biagio 46’ Kallon 60’ (rig.), 75’ Vieri |

| Arbitro: | De Santis (Tivoli) |

|             |           |                        |
| Galante 14’ | Marcatori | 45+1’ Doni 70’ Colombo |

| Arbitro: | Cesari (Genova) |

|                                              |           |            |
| Berretta 23’ Sala 43’ Doni 58’ Comandini 66’ | Marcatori | 68’ Micoud |

| Arbitro: | Tombolini (Ancona) |

|                    |           |  |
| Bazzani 52’, 90+1’ | Marcatori |  |

| Arbitro: | Pellegrino (Barcellona Pozzo di Gotto) |

|             |           |                           |
| Berretta 5’ | Marcatori | 60’ Marazzina 77’ Cossato |

#### Girone di ritorno
| Arbitro: | Bolognino (Milano) |

|                              |           |                          |
| Doni 10’ (rig.) Berretta 22’ | Marcatori | 41’ Olive 90+3’ Brioschi |

| Arbitro: | Pieri (Lucca) |

|                                    |           |  |
| Tacchinardi 34’ Trézéguet 39’, 73’ | Marcatori |  |

| Arbitro: | Farina (Novi Ligure) |

|                  |           |  |
| Piá 35’ Doni 75’ | Marcatori |  |

| Arbitro: | Tombolini (Ancona) |

|                                               |           |          |
| Italiano 9’ Mutu 43’ (rig.) Oddo 90+1’ (rig.) | Marcatori | 80’ Doni |

| Bergamo 10 febbraio 2002, ore 15:00 CET 22ª giornata | Atalanta            | 0 – 0 referto | Brescia | Stadio Atleti Azzurri d'Italia (20.000 spett.)\| Arbitro: \| Borriello (Mantova) \| |
| Arbitro:                                             | Borriello (Mantova) |               |         |                                                                                     |

| Milano 16 febbraio 2002, ore 20:30 CET 23ª giornata | Milan              | 0 – 0 referto | Atalanta | Stadio Giuseppe Meazza (51.833 spett.)\| Arbitro: \| Tombolini (Ancona) \| |
| Arbitro:                                            | Tombolini (Ancona) |               |          |                                                                            |

| Arbitro: | Borriello (Mantova) |

|  |           |              |
|  | Marcatori | 78’ Poborský |

| Arbitro: | Racalbuto (Mantova) |

|                |           |                        |
| Manfredini 23’ | Marcatori | 56’ Doni 90+5’ Pinardi |

| Arbitro: | Tombolini (Ancona) |

|                         |           |             |
| Rossini 25’ Pinardi 30’ | Marcatori | 56’ Cirillo |

| Arbitro: | Paparesta (Bari) |

|                                      |           |          |
| Montella 17’, 68’ Carrera 29’ (aut.) | Marcatori | 84’ Doni |

| Arbitro: | Ayroldi (Molfetta) |

|  |           |             |
|  | Marcatori | 86’ Rossini |

| Arbitro: | Treossi (Forlì) |

|                 |           |             |
| Comandini 45+1’ | Marcatori | 71’ Cardone |

| Arbitro: | Paparesta (Bari) |

|           |           |                       |
| Vieri 47’ | Marcatori | 43’ Sala 63’ Berretta |

| Arbitro: | Palanca (Roma) |

|              |           |            |
| Berretta 15’ | Marcatori | 50’ Franco |

| Arbitro: | Braschi (Prato) |

|              |           |                      |
| Micoud 90+2’ | Marcatori | 39’ (rig.) Comandini |

| Arbitro: | Rodomonti (Teramo) |

|                            |           |             |
| Blasi 36’ (aut.) Zauri 68’ | Marcatori | 16’ Tedesco |

| Arbitro: | Trentalange (Torino) |

|                         |           |             |
| Corradi 59’ Cossato 75’ | Marcatori | 53’ Rossini |

### Coppa Italia

#### Fase a eliminazione diretta
| Arbitro: | Bolognino (Milano) |

|                        |           |                           |
| Olive 19’ Bellucci 88’ | Marcatori | 17’ Comandini 39’ Rossini |

| Bergamo 29 novembre 2001, ore 18:00 CET Ottavi di finale - Ritorno | Atalanta             | 0 – 0 referto | Bologna | Stadio Atleti Azzurri d'Italia (5.000 spett.)\| Arbitro: \| Gabriele (Frosinone) \| |
| Arbitro:                                                           | Gabriele (Frosinone) |               |         |                                                                                     |

| Arbitro: | Trefoloni (Siena) |

|                                          |           |                          |
| Amoruso 13’, 56’ Zalayeta 63’ Nedvěd 83’ | Marcatori | 12’ Colombo 70’ Berretta |

| Arbitro: | Treossi (Forlì) |

|                     |           |              |
| Bianchi 72’ Piá 75’ | Marcatori | 10’ Zalayeta |

## Statistiche

### Statistiche di squadra
| Competizione | Punti | In casa | In casa | In casa | In casa | In casa | In casa | In trasferta | In trasferta | In trasferta | In trasferta | In trasferta | In trasferta | Totale | Totale | Totale | Totale | Totale | Totale | DR  |
| Competizione | Punti | G       | V       | N       | P       | Gf      | Gs      | G            | V            | N            | P            | Gf           | Gs           | G      | V      | N      | P      | Gf     | Gs     | DR  |
| ------------ | ----- | ------- | ------- | ------- | ------- | ------- | ------- | ------------ | ------------ | ------------ | ------------ | ------------ | ------------ | ------ | ------ | ------ | ------ | ------ | ------ | --- |
| Serie A      | 45    | 17      | 6       | 6       | 5       | 22      | 23      | 17           | 6            | 3            | 8            | 19           | 27           | 34     | 12     | 9      | 13     | 41     | 50     | -9  |
| Coppa Italia | -     | 2       | 1       | 1       | 0       | 2       | 1       | 2            | 0            | 1            | 1            | 4            | 6            | 4      | 1      | 2      | 1      | 6      | 7      | -1  |
| Totale       | -     | 19      | 7       | 7       | 5       | 24      | 24      | 19           | 6            | 4            | 9            | 23           | 33           | 38     | 13     | 11     | 14     | 47     | 57     | -10 |

### Andamento in campionato
| Giornata  | 1  | 2  | 3  | 4  | 5  | 6  | 7  | 8  | 9  | 10 | 11 | 12 | 13 | 14 | 15 | 16 | 17 | 18 | 19 | 20 | 21 | 22 | 23 | 24 | 25 | 26 | 27 | 28 | 29 | 30 | 31 | 32 | 33 | 34 |
| --------- | -- | -- | -- | -- | -- | -- | -- | -- | -- | -- | -- | -- | -- | -- | -- | -- | -- | -- | -- | -- | -- | -- | -- | -- | -- | -- | -- | -- | -- | -- | -- | -- | -- | -- |
| Luogo     | T  | C  | T  | C  | T  | C  | T  | C  | T  | C  | C  | T  | C  | T  | C  | T  | C  | C  | T  | C  | T  | C  | T  | C  | T  | C  | T  | T  | C  | T  | C  | T  | C  | T  |
| Risultato | P  | P  | P  | V  | N  | N  | P  | P  | V  | N  | V  | V  | P  | V  | V  | P  | P  | N  | P  | V  | P  | N  | N  | P  | V  | V  | P  | V  | N  | V  | N  | N  | V  | P  |
| Posizione | 15 | 16 | 17 | 15 | 16 | 15 | 17 | 17 | 17 | 17 | 15 | 12 | 13 | 12 | 10 | 10 | 11 | 10 | 13 | 12 | 12 | 13 | 14 | 14 | 12 | 11 | 11 | 10 | 10 | 9  | 9  | 10 | 8  | 9  |

Fonte:  Serie A - Italia, su transfermarkt.it, Transfermarkt.
Legenda:

Luogo: C = Casa; T = Trasferta. Risultato: V = Vittoria; N = Pareggio; P = Sconfitta.

### Statistiche dei giocatori
| Giocatore    | Serie A  | Serie A | Serie A     | Serie A    | Coppa Italia | Coppa Italia | Coppa Italia | Coppa Italia | Totale   | Totale | Totale      | Totale     |
| Giocatore    | Presenze | Reti    | Ammonizioni | Espulsioni | Presenze     | Reti         | Ammonizioni  | Espulsioni   | Presenze | Reti   | Ammonizioni | Espulsioni |
| ------------ | -------- | ------- | ----------- | ---------- | ------------ | ------------ | ------------ | ------------ | -------- | ------ | ----------- | ---------- |
| G. Bellini   | 20       | 0       | 0           | 0          | 2            | 0            | 0            | 0            | 22       | 0      | 0           | 0          |
| D. Berretta  | 31       | 5       | 6           | 1          | 3            | 1            | 0            | 0            | 34       | 6      | 6           | 1          |
| R. Bianchi   | 3        | 0       | 0           | 0          | 1            | 1            | 0            | 0            | 4        | 1      | 0           | 0          |
| Y. Breviario | 1        | 0       | 0           | 0          | 0            | 0            | 0            | 0            | 1        | 0      | 0           | 0          |
| A. Calderoni | 0        | 0       | 0           | 0          | 0            | 0            | 0            | 0            | 0        | 0      | 0           | 0          |
| M. Carrera   | 32       | 0       | 7           | 1          | 3            | 0            | 1            | 0            | 35       | 0      | 8           | 1          |
| L. Cavalli   | 1        | 0       | 0           | 0          | 2            | 0            | 0            | 0            | 3        | 0      | 0           | 0          |
| C. Colombo   | 22       | 1       | 4           | 0          | 2            | 1            | 0            | 1            | 24       | 2      | 4           | 1          |
| G. Comandini | 30       | 4       | 3           | 0          | 3            | 1            | 0            | 0            | 33       | 5      | 3           | 0          |
| O. Dabo      | 21       | 0       | 7           | 0          | 3            | 0            | 2            | 0            | 24       | 0      | 9           | 0          |
| C. Doni      | 30       | 16      | 7           | 0          | 2            | 0            | 0            | 0            | 32       | 16     | 7           | 0          |
| V. Espinal   | 5        | 0       | 1           | 0          | 1            | 0            | 0            | 0            | 6        | 0      | 1           | 0          |
| Fabiano      | 0        | 0       | 0           | 0          | 1            | 0            | 0            | 0            | 1        | 0      | 0           | 0          |
| G. Falsini   | 10       | 0       | 2           | 0          | 0            | 0            | 0            | 0            | 10       | 0      | 2           | 0          |
| P. Foglio    | 13       | 0       | 2           | 0          | 0            | 0            | 0            | 0            | 13       | 0      | 2           | 0          |
| C. Natali    | 7        | 0       | 1           | 0          | 2            | 0            | 0            | 0            | 9        | 0      | 1           | 0          |
| P. Orlandini | 4        | 0       | 0           | 0          | 2            | 0            | 1            | 0            | 6        | 0      | 1           | 0          |
| M. Paganin   | 23       | 0       | 1           | 0          | 2            | 0            | 0            | 0            | 25       | 0      | 1           | 0          |
| V. Pettinà   | -        | -       | -           | -          | 0            | 0            | 0            | 0            | 0        | 0      | 0           | 0          |
| Pià          | 9        | 0       | 0           | 0          | 3            | 1            | 0            | 0            | 12       | 1      | 0           | 0          |
| A. Pinardi   | 16       | 2       | 0           | 1          | 3            | 0            | 0            | 0            | 19       | 2      | 0           | 1          |
| D. Pinato    | 6        | -3      | 0           | 0          | 4            | -7           | 0            | 0            | 10       | -10    | 0           | 0          |
| A. Rinaldi   | 13       | 1       | 2           | 0          | 2            | 0            | 0            | 0            | 15       | 1      | 2           | 0          |
| F. Rossini   | 19       | 0       | 6           | 1          | 1            | 1            | 0            | 0            | 20       | 1      | 6           | 1          |
| F. Rustico   | 8        | 0       | 0           | 0          | 3            | 0            | 0            | 0            | 11       | 0      | 0           | 0          |
| L. Sala      | 31       | 4       | 7           | 0          | 4            | 0            | 0            | 0            | 35       | 4      | 7           | 0          |
| L. Saudati   | 20       | 0       | 1           | 1          | 1            | 0            | 0            | 0            | 21       | 0      | 1           | 1          |
| M. Taibi     | 30       | -47     | 0           | 0          | 0            | 0            | 0            | 0            | 30       | -47    | 0           | 0          |
| L. Zauri     | 33       | 1       | 6           | 0          | 3            | 0            | 0            | 0            | 36       | 1      | 6           | 0          |
| D. Zenoni    | 25       | 0       | 3           | 0          | 1            | 0            | 1            | 0            | 26       | 0      | 4           | 0          |